# Anomalon rufipes
Anomalon rufipes là một loài tò vò trong họ Ichneumonidae.